# Myothyriopsis picta
Myothyriopsis picta är en tvåvingeart som först beskrevs av Wulp 1890.  Myothyriopsis picta ingår i släktet Myothyriopsis och familjen parasitflugor.
Artens utbredningsområde är Texas. Inga underarter finns listade i Catalogue of Life.